# 에디 포르데커르스
에디 포르데커르스(네덜란드어: Eddy Voordeckers, 1960년 2월 4일, 안트베르펜 주 헤일 ~)는 벨기에의 전직 프로 축구 선수로, 현역 시절 공격수로 활약했다.

## 수상
스탕다르 리에주
- 벨기에 1부 리그: 1981–82
- 벨기에 컵: 1980–81
- 벨기에 슈퍼컵: 1981[2]
- 유러피언 컵위너스컵 준우승: 1981–82
- 인터토토컵: 1980,[3] 1982[4]

헨트
- 벨기에 2부 리그 플레이오프전: 1988–89

개인
- 유러피언 컵위너스컵 득점왕: 1981–82 (6골)[6]